# Прилуки (станція)
Прилу́ки — вузлова дільнична залізнична станція 1-го  класу на перетині неелектрифікованих ліній Бахмач — Гребінка та Ніжин — Прилуки, у Бахмацькому, Гребінківському та Ніжинському напрямках. Розташована в місті Прилуки — в одному з найбільших міст Чернігівської області.
Від станції відгалужується промислова лінія Прилуки — Ладан, яку обслуговують локомотиви прилуцького підприємства промислового залізничного транспорту (ППЗТ).

## Історія
Станція відкрита у 1894 році, в ході будівництва залізничної лінії Бахмач — Одеса. Відкриття залізничного сполучення сприяло розвитку промисловості та торгівлі в місті Прилуки.
З часу відкриття на станції діяло паровозне депо. Із запровадженням тепловозної тяги, депо було ліквідоване, проте будівля на чотири стойла та поворотне коло зберіглися і понині.
У 2003—2004 роках зведений новий сучасний залізничний вокзал, заради чого була зруйнувана стара історична будівля вокзалу, яка була побудована ще у 1913 році. Вокзальний комплекс зазнав капітальної реконструкції.

## Пасажирське сполучення
На станції Прилуки зупиняються лише приміські поїзди, що прямують до Бахмача, Гребінки та Ніжина. До 18 березня 2020 року через станцію також курсували поїзди міжнародного сполучення.
| Рух поїздів по станції Прилуки                   |                            |                            |                                                          |
| №                                                | Маршрут сполучення         | Залізниця формування       | Примітки                                                 |
| Приміське сполучення                             |                            |                            |                                                          |
| 6242/6245                                        | Гребінка — Бахмач          | Південна залізниця         |                                                          |
| 6243/6244 6246/6247                              | Гребінка — Прилуки         | Південна залізниця         |                                                          |
| 6521/6522 6523/6524 6525/6526 6527/6528          | Гребінка — Ніжин           | Південна залізниця         |                                                          |
| Далеке сполучення (наразі дані поїзди скасовані) |                            |                            |                                                          |
| 061/062                                          | Миколаїв — Москва          | Одеська залізниця          | Скасований з 18 березня 2020 року                        |
| 125/126                                          | Київ — Костянтинівка       | Південно-Західна залізниця | Скасований через російське вторгнення в Україну (з 2022) |
| 143/144                                          | Харків — Санкт-Петербург   | Південна залізниця         | Скасований з 18 березня 2020 року                        |
| 147/148                                          | Сімферополь — Чернігів     | Придніпровська залізниця   | Скасований через анексію Криму                           |
| 249/250 265/266                                  | Сімферополь — Чернігів     | Південно-Західна залізниця | Скасований через анексію Криму                           |
| 381/382                                          | Сімферополь — Мінськ       | Придніпровська залізниця   | Скасований через анексію Криму                           |
| 463/464                                          | Одеса — Москва             | Одеська залізниця          |                                                          |
| 485/486                                          | Мінськ / Гродно — Феодосія | Білоруська залізниця       | Скасований через анексію Криму                           |
| 495/496                                          | Вітебськ — Євпаторія       | Білоруська залізниця       | Скасований через анексію Криму                           |

## Послуги
Вокзал станції Прилуки надає широкий спектр послуг, зокрема такі:
- оголошення про прибуття/відправлення поїздів;
- збереження одного місця багажу та вантажобагажу;
- збереження ручної поклажі в автоматичних камерах схову вокзалів та більш встановленого терміну зберігання;
- довідкове бюро;
- надання письмової довідки пасажирам про вартість проїзду в поїздах;
- Надання письмової довідки про вартість проїзду в межах та поза межами України;
- маркування багажу;
- повідомлення телефонним зв'язком про прибуття вантажу та багажу;
- попередній прийом та збереження багажу на вокзалах;
- надання бірки на багаж.